# Cachipay (ort)
Cachipay är en ort i Colombia.   Den ligger i departementet Cundinamarca, i den centrala delen av landet, 90 km nordväst om huvudstaden Bogotá. Cachipay ligger 389 meter över havet och antalet invånare är 4 260.
Terrängen runt Cachipay är kuperad västerut, men österut är den bergig. Cachipay ligger nere i en dal. Runt Cachipay är det ganska glesbefolkat, med 40 invånare per kvadratkilometer. Närmaste större samhälle är Honda, 19,8 km väster om Cachipay. Omgivningarna runt Cachipay är en mosaik av jordbruksmark och naturlig växtlighet.